# Hassi Ben Okba
Pour les articles homonymes, voir Hassi et Okba.
Hassi Ben Okba est une commune de la wilaya d'Oran en Algérie.

## Géographie
| Mer Méditerranée | Gdyel          | Gdyel     |
| Bir El Djir      | Hassi Ben Okba | Gdyel     |
| Hassi Bounif     | Hassi Bounif   | Ben Freha |

## Routes
La commune de Hassi Ben Okba est desservie par plusieurs routes nationales:
- Route nationale 11: RN11 (Route d'Oran).

## Toponymie
Le nom du village vient de l'arabe algérien « hassi » (puits) ; « Okba » pourrait faire référence au général arabe Oqba Ibn Nafi Al Fihri[réf. nécessaire].

## Histoire
Le village centre est une des 39 colonies agricoles constituées en vertu du décret de l'Assemblée nationale française du 19 septembre 1848. Il est constitué sur un territoire de 968 ha 44 a, sous le nom de Haci ben Okba.